# Patge Xiu-Xiu

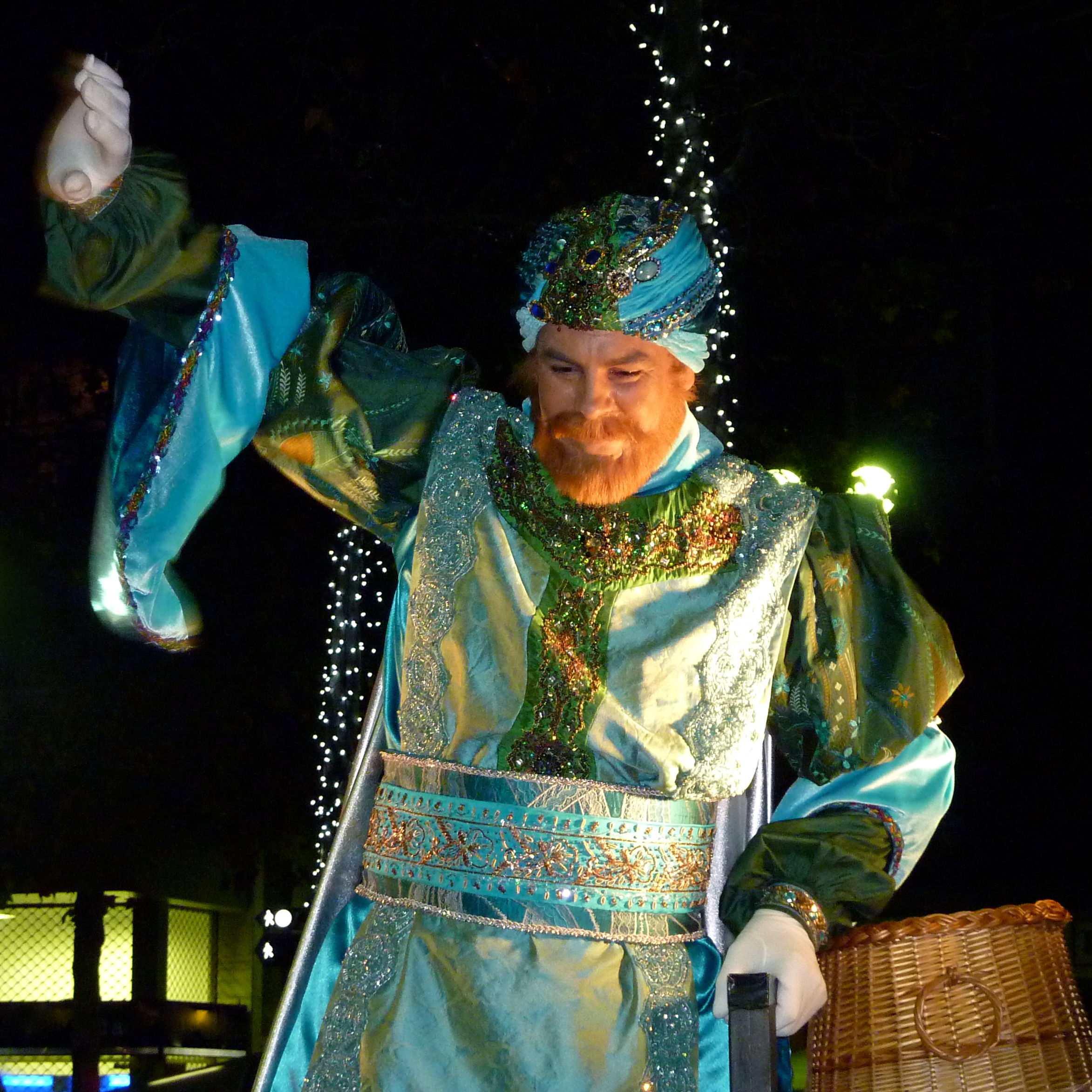
Arribada del patge Xiu-Xiu a Terrassa el dia de Sant Esteve de 2011

El Patge Xiu-Xiu és un patge reial enviat a Terrassa per recollir les cartes que els nens i nenes de la ciutat escriuen a Ses Majestats els Reis d'Orient. Segons aquesta tradició el patge Xiu-Xiu és el membre principal de la cort del rei Gaspar, la seva missió és recollir les cartes i observar el comportament dels nens i nenes. El patge observa pels terrats i pels balcons, i parla amb els nens i nenes i els dona bons consells perquè siguin bons minyons. Segons la tradició el seu nom real és Patge Hassim Jezzabel, Xiu-Xiu és com l'anomenen els infants perquè xiuxiueja a les oïdes del rei Gaspar el nom dels nens i nenes de la ciutat que no fan bondat. Diuen que mentre és a la ciutat viu a la Font Vella o al Social, tot i que ningú no l'ha vist mai. El Patge Xiu-Xiu arriba a la ciutat el dia 26 de desembre, des d'aquest dia recull les cartes i parla amb els nens i nenes per la ràdio i la televisió.

## Origen
L'origen de la tradició vé dels terrassencs Puigbò, Cima i Cardellach que van iniciar la tradició d'invitar el patge a venir a la ciutat. La primera vegada que vingué el patge a la ciutat fou el 28 de desembre de 1951, amb la particularitat de no donar regals sinó bons consells.
| «                        | Gràcies a tots. D'una manera principalíssima al Centre Social Catòlic, que va acollir-me amb ganes i entusiasme tant la idea projectada de cara a la mainada terrassenca com la seva futura gestació, la qual ha permès amb els anys, els fets i els comportaments, crear una tradició local. | » |
| — Joaquim Puigbò i Mayol | |   |

Des d'aquells inicis la tradició ha anat variant i actualment arriba el dia de Sant Esteve, la seva comitiva passa pels carrers del centre de la ciutat fins a l'Ajuntament on llegeix el missatge de Ses Majestats Reials i comença la seva feina de recollir les cartes. Finalment el dia 5 de gener és l'encarregat de guiar i acompanyar Ses Majestats en la cavalcada reial pels carrers de la ciutat.

## Premi de narracions curtes per al Xiu-Xiu
Des de l'any 2000, el Centre Cultural El Social convoca el Premi de Narracions Curtes per al Patge Xiu-Xiu, Memorial Joaquim Puigbó i Mayol. Es tracta d'un concurs d'escrits en català i s'emmarca dins les activitats amb motiu de l'arribada de l'Orient del patge Xiu-Xiu a Terrassa.